# Paige McPherson
Paige McPherson (Abilene, 1 de outubro de 1990) é uma taekwondista estadunidense, campeã pan-americana.
Paige McPherson competiu nos Jogos Olímpicos de 2012 na qual conquistou a medalha de bronze.